# The Searchers
För filmen av John Ford från 1956, se Förföljaren.
The Searchers är en brittisk pop- och rockgrupp som bildades 1959 i Liverpool i England av bandets gitarrist John McNally. Gruppen var känd för sin ljudbild med 12-strängad gitarr och sångharmonier. De skrev inledningsvis inte särskilt många egna låtar utan spelade in nya versioner av främst amerikanska artisters alster. Gruppen hade stort inflytande på bland annat The Zombies. De var som mest framgångsrika åren 1963–1965.

## Historik
I början bestod gruppen av McNally och Mike Pender (sång, gitarr) som en duo, sedan togs Tony Jackson in som sångare och basist, och Chris Curtis på trummor. Både medlemmar och gruppnamn byttes flera gånger under de tidiga åren på 1960-talet. En kort period lämnade Jackson, och blev då ersatt av Johnny Sandon. Sandon hoppade dock av tidigt 1963 och blev medlem i gruppen Remo Four.
Vid tiden för skivdebuten 1963 bestod The Searchers av John McNally (sång, gitarr), Mike Pender (sång, gitarr), Tony Jackson (sång, basgitarr) och Chris Curtis (trummor). Gruppen fick kontrakt på Pye Records och singeldebuterade med en version av The Drifters "Sweets for My Sweet" och den blev en succé. Även om låten blev listetta i Storbritannien ignorerades den helt i USA.
Nästa singel "Sugar and Spice" blev tvåa på brittiska listan och blev deras första amerikanska framgång då den nådde #44 på Billboard Hot 100. Sedan följde ytterligare två brittiska listettor med låtarna "Needles and Pins" och "Don't Throw Your Love Away". De blev även hitsinglar i många andra länder och i USA.
Basisten Tony Jackson hoppade av 1964 och bildade gruppen Tony Jackson & the Vibrations. Han ersattes av Frank Allen som tidigare spelat basgitarr med Cliff Bennett. Resten av 1964 var fortsatt framgångsrikt för gruppen och de hade hits med låtarna "When You Walk in the Room" och "What Have They Done to the Rain". De fick också sin största framgång i USA med en cover på The Clovers låt "Love Potion Nr. 9" som nådde tredje plats på Billboard-listan. Denna singel blev dock inte särskilt uppmärksammad i Europa.
1965 hade gruppen sin sista topp 10-singel på brittiska listan med "Goodbye My Love". Chris Curtis och Mike Pender skrev sedan gruppens nästa singel "He's Got No Love". Tidigt 1966 efter den mediokra singelframgången med "Take Me for What I'm Worth" lämnade Chris Curtis gruppen och försökte sig på en solokarriär med singeln "Aggravation". Curtis ersattes av Johnny Blunt. Liverpool-ljudbilden började nu ses som förlegad och Searchers hade en sista hit 1966 med Rolling Stones-låten "Take It or Leave It".
Johnny Blunt lämnade gruppen 1969. Gruppen bestod vid det laget av John McNally (sång, gitarr), Mike Pender (gitarr), Frank Allen (basgitarr) och Blunts ersättare Billy Adamson (trummor). De lyckades få en sista listnoterad singel i USA 1971 med låten "Desdemona".
The Searchers fortsatte göra musik och spelningar under 1970-talet och 1980-talet, men utan större framgång. I början av 1980-talet spelade de in två skivor på skivbolaget Sire. De blev inga publikframgångar men uppskattades desto mer av alla recensenter och detta skapade ett uttryck som heter powerpop och många har funnit inspiration i The Searchers, till exempel Tom Petty och även Bruce Springsteen.
Mike Pender lämnade gruppen 1985 och startade ett eget band, Mike Pender's Searchers, vilket har föranlett en del juridiska problem då Pender inte har rätt till gruppnamnet. Spencer James tog över Penders plats i gruppen. Adamson lämnade gruppen 1998 och ersattes av Eddie Roth som spelade med dem fram till 2010.
The Searchers bestod 2012 av John McNally (gitarr, sång), Frank Allen (basgitarr, sång), Spencer James (gitarr) och Scott Ottaway (trummor). De turnerade för fullt under 2000-talet och var mycket uppskattade av sina fans. De gjorde turnéer över hela världen.

## Medlemmar

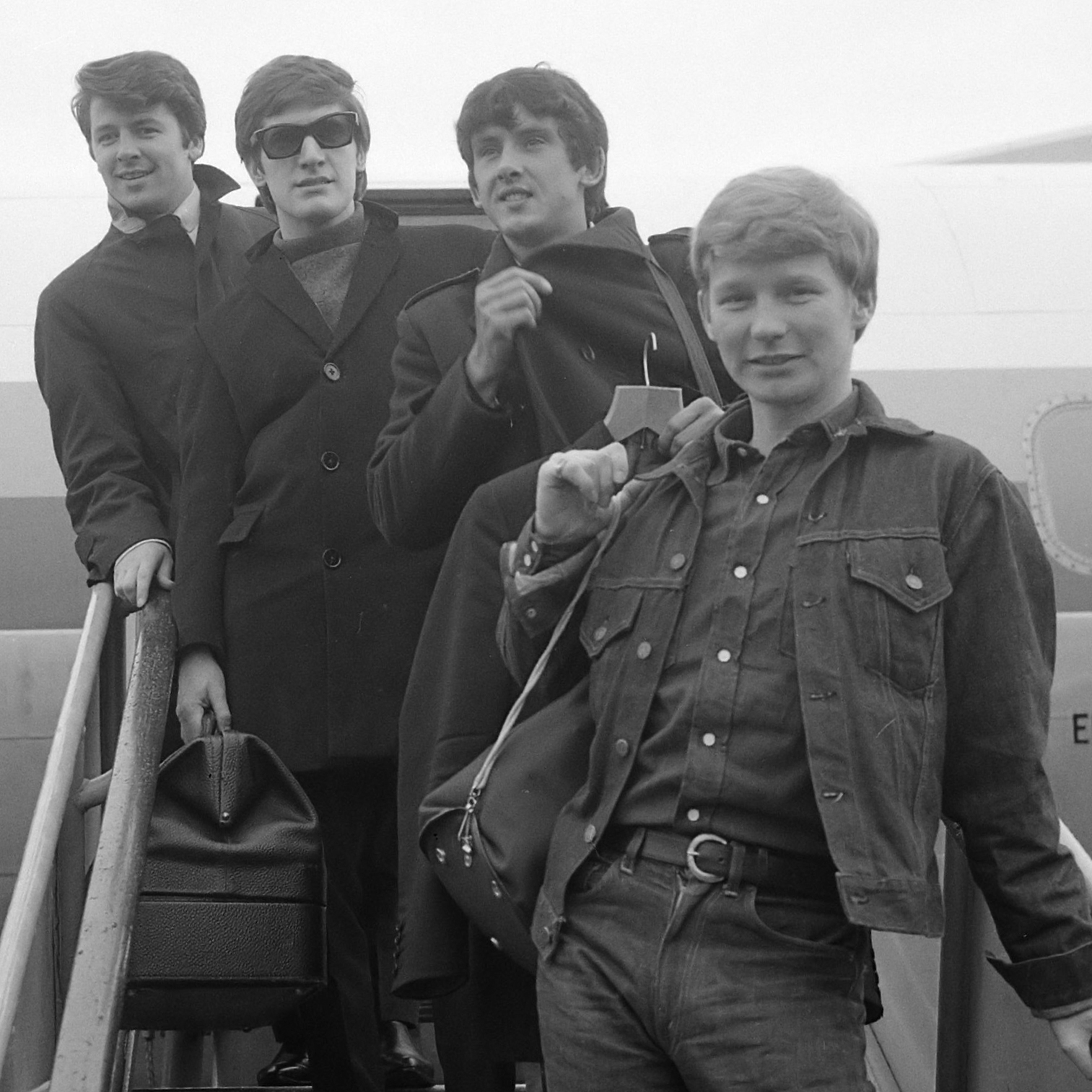
The Searchers (1965)

### Nuvarande medlemmar
- John McNally – sologitarr, sång (1957–)
- Frank Allen – basgitarr, sång (1964–)
- Spencer James – rytmgitarr, gitarrsynthesizer, sång (1986–)
- Scott Ottaway – trummor, sång (2010–)

### Tidigare medlemmar
- Ron Woodbridge – sång (1957–1957)
- Brian Dolan – sologitarr (1957–1959)
- Tony West – basgitarr (1957–1959)
- Joe Kennedy – trummor (1957–1959)
- Johnny Sandon – sång (1960–1962)
- Mike Pender – sologitarr, rytmgitarr, sång (1960–1985)
- Tony Jackson – basgitarr, sång (1960–1964)
- Chris Curtis – trummor, sång (1960–1966)
- John Blunt – trummor (1966–1969)
- Billy Adamson – trummor (1970–1998; död 2013)
- Eddie Roth – trummor, sång (1990–2010)

## Diskografi (urval)

### Studioalbum
- 1963 – Meet The Searchers
- 1963 – Sugar & Spice
- 1964 – The Searchers Meet The Rattles (delad album med The Rattles)
- 1964 – It's The Searchers
- 1964 – This Is Us (utgivet i USA)
- 1965 – No. 4
- 1965 – Take Me For What I'm Wort
- 1965 – Sounds Like Searchers
- 1972 – Second Take (återinspelningar i stereo)
- 1979 – The Searchers
- 1980 – When You Walk In The Room
- 1981 – Play For Today (utgivet som Love's Melodies i USA)
- 1988 – Hungry Hearts

### Singlar (topp 20 påUK Singles Chart)
- 1963 – "Sweets for My Sweet" / "It's All Been a Dream" (#1)
- 1963 – "Sugar and Spice" / "Saints and Searchers" (#2)
- 1964 – "Needles and Pins" / "Saturday Night Out" (#1)
- 1964 – "Don't Throw Your Love Away" / "I Pretend I'm with You" (#1)
- 1964 – "Someday We're Gonna Love Again" / "No One Else Could Love Me" (#11)
- 1964 – "What Have They Done to the Rain" / "This Feeling Inside" (#13)
- 1965 – "Goodbye My Love" / "Till I Met You" (#4)
- 1965 – "He's Got No Love" / "So Far Away" (#12)